# Maison de Montreuil
La maison de Montreuil est la famille des comtes de Montreuil qui doivent leur nom à Montreuil, ville fortifiée du Pas-de-Calais, citée pour la première fois en 898, dans les Annales de Saint-Bertin et de Saint-Vaast. L'origine du nom viendrait d'un « petit monastère » (monasterolium). On sait que quelque temps plus tard, après 913, les moines de Landévennec (Finistère) y trouvèrent refuge après la destruction de leur monastère par les Vikings.

## Historique
La famille est citée pour la première fois en 898.

### Montreuil, territoire royal
Helgaud, comte de Montreuil, semblait l'avoir déjà dotée d'une enceinte et d'un château comtal. C'est à cette époque que commence la carrière militaire de la ville qui verra se succéder au cours de six siècles de guerres médiévales de nombreuses constructions.
Après l'extinction de la maison du Ponthieu, Montreuil passe aux comtes de Flandre. Par le mariage (989) de Rozala d'Italie, veuve d'Arnoul II de Flandre, avec Robert le Pieux, fils d'Hugues Capet et futur roi, Montreuil est rattaché au domaine royal et Hugues Capet fait de Montreuil le seul port de mer de la monarchie française, héritier de l'opulent et mystérieux Quentovic.

### Origine de la famille de Montreuil
L'origine de la famille n'est pas connue. Des généalogies ultérieures ont tenté d'en faire des descendants d'Angilbert, mais l'hypothèse ne repose sur aucun document. Sur des considérations onomastiques, il est possible qu'ils soient apparentés aux Unrochides, qui étaient implantés dans le Boulonnais et l'Artois vers 880.
Selon la Chronique de Saint-Riquier, le comte Helgaud de Montreuil apparaît en 866, quand il succède au welf Rodolphe comme avoué de Saint-Riquier. Cependant, on pense que la chronique qui le relate est erronée et qu'Helgaud ne fut avoué qu'en 881, à la mort du fils de Rodolphe. En 877, il devient comte de Montreuil et meurt en 926, tué en combattant le comte Rollon. Il avait eu trois fils :
- Herluin († 945), comte de Montreuil et avoué de Saint-Riquier
- Erard ou Evrard, seigneur de Ham, aurait été ancêtre de la prétendue maison de Ham.
- Lambert, tué lors d'une bataille qu'il livrait pour tenter de venger son frère[5].

Le comte Herluin de Montreuil († 945), succéda à son père. Il doit très rapidement faire face aux ambitions d'Herbert II, comte de Vermandois, réussit à le battre, mais Herbert faire alliance avec Arnoul Ier, comte de Flandre, et Herluin doit demander l'aide de Guillaume Longue-Épée, duc de Normandie, et se reconnaître son vassal. En 942, il tentera en vain de persuader Guillaume Longue-Épée de participer à l'entrevue de Picquigny où celui-ci est assassiné sur ordre des principaux princes francs. En 944, il parvient à tuer l'assassin de Guillaume Longue-Épée, mais les Normands, le considérant indirectement responsable de la mort de Guillaume Longue-Épée, le tuent lors d'une rencontre entre les Normands et le roi de France, en 945. Il avait eu un fils, Roger.
Roger de Montreuil succède à son père, mais ne peut empêcher la prise de la ville en 948 par le comte de Flandre. Il est cité pour la dernière fois en 957 par Flodoard. Il laisse un fils, Hugues († 961), qui ne semble pas avoir gouverné Montreuil, conquis à cette époque par les comtes de Flandre.
Des généalogies prétendent que les comtes de Ponthieu du XIe siècle descendent de la maison de Montreuil, mais à part le prénom de Hugues porté par le dernier représentant de la maison de Montreuil et aussi par le premier seigneur de la maison de Ponthieu, les deux maisons n'ont pas de points communs. L'onomastique montre que ces deux maisons ont toutes les chances de ne pas avoir de parenté.

## Généalogie
|  |  |                               |                               |                               |                               |                               |                               |  |  | Helgaud cte Montreuil († 926) |               |               |               |               |               |  |  |         |         |         |         |         |         |  |  |  |  |  |  |  |  |  |  |  |  |  |  |  |  |  |  |  |  |
|  |  |                               |                               |                               |                               |                               |                               |  |  |                               |               |               |               |               |               |  |  |         |         |         |         |         |         |  |  |  |  |  |  |  |  |  |  |  |  |  |  |  |  |  |  |  |  |
|  |  |                               |                               |                               |                               |                               |                               |  |  |                               |               |               |               |               |               |  |  |         |         |         |         |         |         |  |  |  |  |  |  |  |  |  |  |  |  |  |  |  |  |  |  |  |  |
|  |  | Herluin cte Montreuil († 945) | Herluin cte Montreuil († 945) | Herluin cte Montreuil († 945) | Herluin cte Montreuil († 945) | Herluin cte Montreuil († 945) | Herluin cte Montreuil († 945) |  |  | Erard sgr Ham                 | Erard sgr Ham | Erard sgr Ham | Erard sgr Ham | Erard sgr Ham | Erard sgr Ham |  |  | Lambert | Lambert | Lambert | Lambert | Lambert | Lambert |  |  |  |  |  |  |  |  |  |  |  |  |  |  |  |  |  |  |  |  |
|  |  | Herluin cte Montreuil († 945) | Herluin cte Montreuil († 945) | Herluin cte Montreuil († 945) | Herluin cte Montreuil († 945) | Herluin cte Montreuil († 945) | Herluin cte Montreuil († 945) |  |  | Erard sgr Ham                 | Erard sgr Ham | Erard sgr Ham | Erard sgr Ham | Erard sgr Ham | Erard sgr Ham |  |  | Lambert | Lambert | Lambert | Lambert | Lambert | Lambert |  |  |  |  |  |  |  |  |  |  |  |  |  |  |  |  |  |  |  |  |
|  |  | Roger cte Montreuil           |                               |                               |                               |                               |                               |  |  |                               |               |               |               |               |               |  |  |         |         |         |         |         |         |  |  |  |  |  |  |  |  |  |  |  |  |  |  |  |  |  |  |  |  |
|  |  |                               |                               |                               |                               |                               |                               |  |  |                               |               |               |               |               |               |  |  |         |         |         |         |         |         |  |  |  |  |  |  |  |  |  |  |  |  |  |  |  |  |  |  |  |  |
|  |  | Hugues († 961)                |                               |                               |                               |                               |                               |  |  |                               |               |               |               |               |               |  |  |         |         |         |         |         |         |  |  |  |  |  |  |  |  |  |  |  |  |  |  |  |  |  |  |  |  |